# Astragalus crenatus
Espèce
Synonymes
- Astragalus corrugatus Bertol.

Statut de conservation UICN

 LC  : Préoccupation mineure
Astragalus crenatus est une espèce de plantes à fleurs de la famille des Fabaceae.